# مکزیکو (مین)
مکزیکو(به انگلیسی: México) شهری در ایالت مین کشور ایالات متحده آمریکا است که جمعیت آن در سرشماری سال ۲۰۱۰ میلادی، ۱٬۷۴۳ نفر بوده‌است.